# Handen
Handen ist eine Siedlung in der schwedischen Provinz Stockholms län und Hauptort der Gemeinde Haninge. Laut Definition für schwedische Ortschaften (Tätort) gehört sie aber zur Ortschaft Stockholm. In Handen wohnen etwa 11.500 Personen.

## Geschichte
Handen war anfänglich ein kleines Dorf, das erst 1901 durch den Bau der Bahnstrecke Älvsjö–Nynäshamn (Nynäsbanan) zu wachsen begann. Am Bahnhof befindet sich ein Busterminal mit Verbindungen in die umliegenden Orte. 1989 wurde ein Einkaufszentrum errichtet, das die Gemeindeverwaltung beherbergt.

## Sport
Im Freizeitpark Rudans Gård bietet Handen eine Vielzahl an sportlichen Möglichkeiten. Hier gibt es sowohl eine Mountainbike- als auch eine beleuchtete Joggingschleife. Letztere wird im Winter mit Schneekanonen zum Skifahren präpariert. Außerdem befindet sich im Park eine Discgolfbahn mit 18 „Löchern“.